# Jagdgeschwader 141
La Jagdgeschwader 141  (JG 141) (141e escadron de chasseurs), est une unité de chasseurs de la Luftwaffe à l'aube de la Seconde Guerre mondiale.
Active de fin 1938 à début 1939, l'unité était affectée aux missions visant à assurer la supériorité aérienne de l'Allemagne dans le ciel de l'Europe.

## Opérations
Le JG 141 opère sur des chasseurs :
- Messerschmitt Bf 109D

## Organisation

### I. Gruppe
Formé le 1er novembre 1938 à Jüterbog-Damm à partir du II./JG 132 avec :
- Stab I./JG 141 à partir du Stab II./JG 132
- 1./JG 141 à partir du 4./JG 132
- 2./JG 141 à partir du 5./JG 132
- 3./JG 141 à partir du 6./JG 132

Le 1er novembre 1939, le I./JG 141 est renommé I./ZG 141 :
- Stab I./JG 141 devient Stab I./ZG 141
- 1./JG 141 devient 1./ZG 141
- 2./JG 141 devient 2./ZG 141
- 3./JG 141 devient 3./ZG 141

Gruppenkommandeure (Commandant de groupe) :
| Début             | Fin              | Grade     | Nom                         |
| ----------------- | ---------------- | --------- | --------------------------- |
| 1er novembre 1938 | 1er janvier 1939 | Hauptmann | Joachim-Friedrich Huth (en) |

### II. Gruppe
Formé le 1er novembre 1938 à Fürstenwalde à partir du III./JG 132 avec :
- Stab II./JG 141 à partir du Stab III./JG 132
- 4./JG 141 à partir du 7./JG 132
- 5./JG 141 à partir du 8./JG 132
- 6./JG 141 à partir du 9./JG 132

Le 1er janvier 1939, le II./JG 141 est renommé II./ZG 141 :
- Stab II./JG 141 devient Stab II./ZG 141
- 4./JG 141 devient 4./ZG 141
- 5./JG 141 devient 5./ZG 141
- 6./JG 141 devient 6./ZG 141

Gruppenkommandeure (Commandant de groupe) :
| Début             | Fin              | Grade | Nom                        |
| ----------------- | ---------------- | ----- | -------------------------- |
| 1er novembre 1938 | 1er janvier 1939 | Major | Dr.Ing. Ernst Bormann (en) |